# دانشگاه اسقف استوارت
 دانشگاه بیشاپ استوارت (BSU) یک دانشگاه خصوصی و چند پردیسی در اوگاندا است.
دانشگاه بیشاپ استوارت به افتخار سیریل استوارت که اسقف انگلیکن اوگاندا در اواسط قرن بیستم بود نامگذاری شده است. دانشگاه بیشاپ استوارت در سال ۲۰۰۳ در پردیس کالج ملی معلمان کاکوبا (KNTC) در شهر امبارارا در غرب اوگاندا شروع به کار کرد.